# 椿貞良
椿 貞良（つばき さだよし、1936年（昭和11年）10月4日 - 2015年（平成27年）12月10日）は、日本のジャーナリスト、テレビ朝日取締役。偏向報道を疑われた椿事件を引き起こした。

## 人物・経歴
| 年表                   | 経歴                                                                       |
| ---------------------- | -------------------------------------------------------------------------- |
| 1960年4月              | 東京学芸大学英語科卒業後、日本教育テレビ（現・テレビ朝日）に入社           |
| 同局入社後             | 政治部畑を中心にワシントン特派員、報道部外報担当デスク、北京支局長など歴任 |
| 1980年10月 - 1982年3月 | 『ANNニュースファイナル』月～木曜日政治関連キャスター                      |
| 1989年                 | 報道局次長を経て同局長                                                     |
| 1993年6月以降          | 取締役を兼任した                                                           |
| 2015年12月10日         | 死去、79歳没                                                               |

## 椿事件
椿は取締役報道局長に在任中の1993年（平成5年）9月、日本民間放送連盟の会合で、総選挙期間中に非自民政権樹立を促す報道姿勢であった旨を発言。これが産経新聞の報道によって表面化し、偏向報道を禁じる放送法に違反した可能性を指摘された。これにより、椿は10月に取締役と報道局長職を解任された。
10月25日、椿はこの問題で衆議院による証人喚問を受け、軽率な発言を陳謝したが、社内への報道内容の具体的な指示については一貫して否定し、あくまで偏向報道は行っていないとした。また27日には伊藤邦男社長が衆議院で参考人として証言した。当時の郵政省はテレビ朝日の免許取り消しも検討したが、最終的に行政処分とした。